# لابيكو
لابيكو هي كومونا تضم حوالي 6200 نسمة من السكان في مدينة روما الحضرية في منطقة لاتيوم الإيطالية ، و تقع على بعد حوالي 35 كيلومتر (22 ميل) جنوب شرق روما .
و كانت تعرف باسم لوغنانو حتى عام 1872 ، و تأخذ اسمها الحالي من مدينة Labicum القديمة ، ولكن من الأرجح أن تكون البلدة الحديثة هي موقع مدينة Bolae التي حاربت روما حوالي القرن الخامس قبل الميلاد.

## روابط خارجية
- الموقع الرسمي